# Svenkoeltzia
Svenkoeltzia là một chi thực vật có hoa trong họ, Orchidaceae.